# Velîka Zahorivka, Borzna
Velîka Zahorivka (în ucraineană Велика Загорівка) este localitatea de reședință a comunei Velîka Zahorivka din raionul Borzna, regiunea Cernihiv, Ucraina.

## Demografie
Componența lingvistică a localității Velîka Zahorivka
     Ucraineană (99,62%)
     Alte limbi (0,38%)
Conform recensământului din 2001, majoritatea populației localității Velîka Zahorivka era vorbitoare de ucraineană (99,62%), existând în minoritate și vorbitori de alte limbi.